# 印美聯合軍演

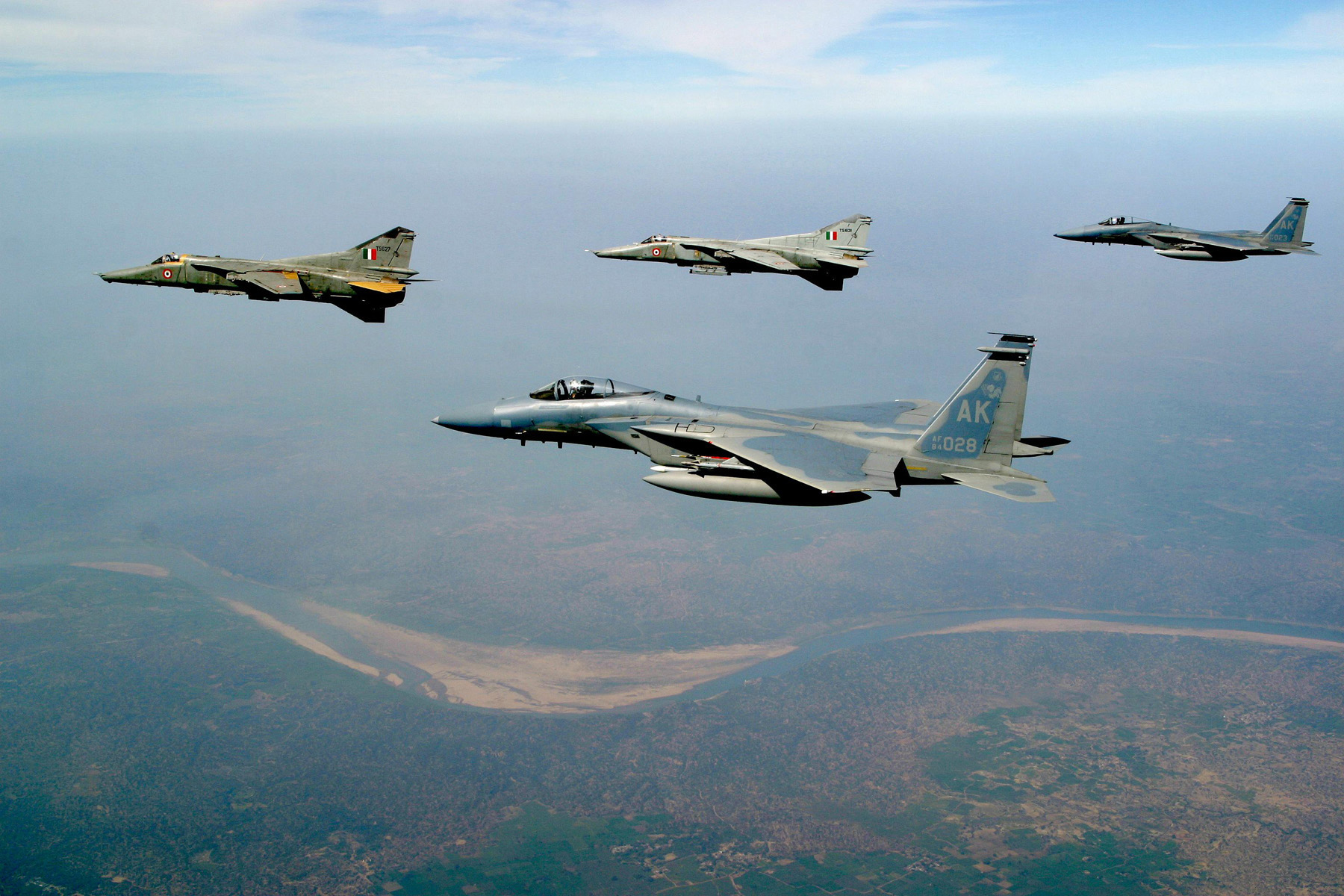
2004年，印度美國聯合空軍演習期間，兩架美國空軍F-15“鷹”式戰鬥機和兩架印度空軍MIG-27“飛鼠”式戰鬥機在編隊中飛行。

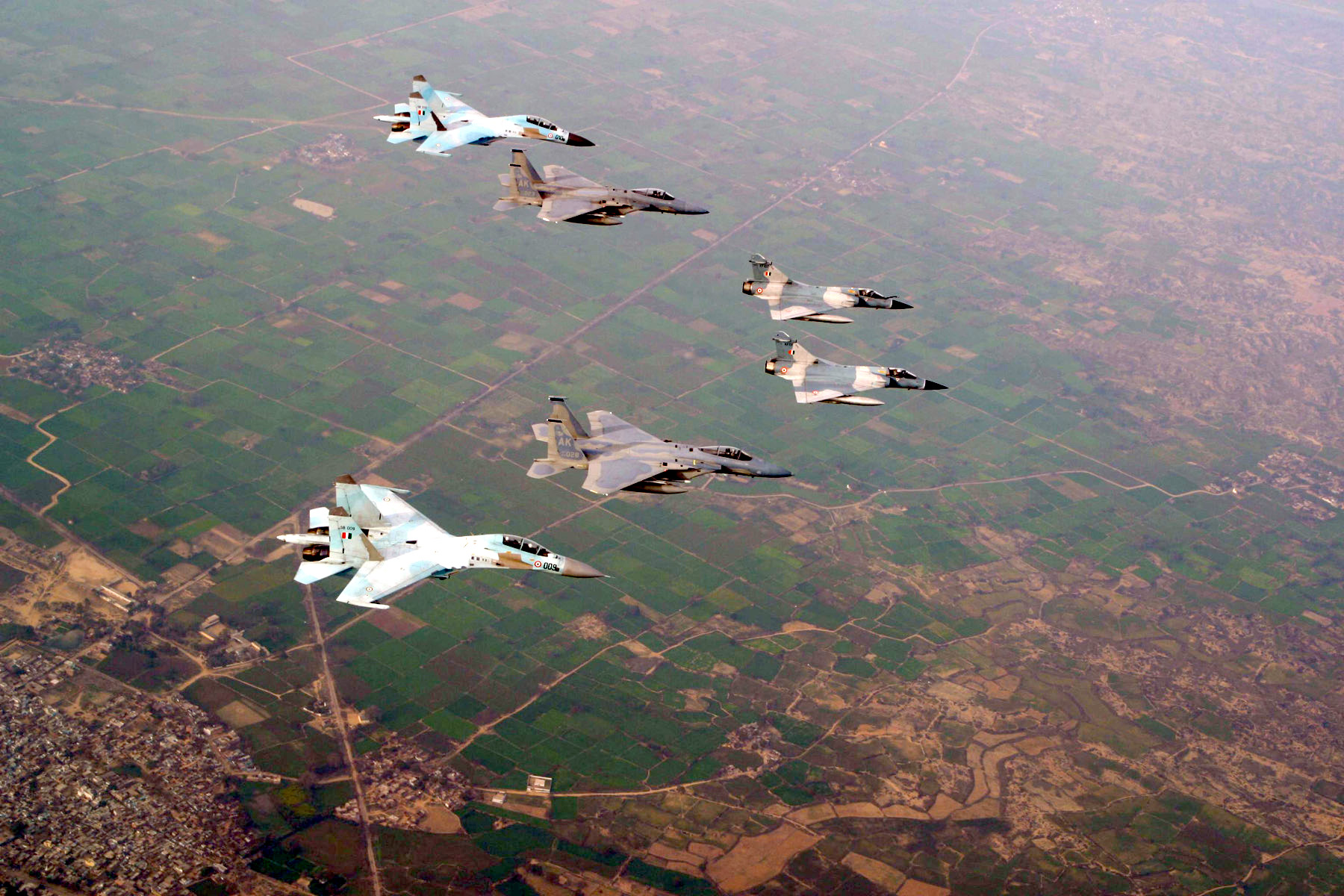
2004年，印度美國聯合空軍演習期間，兩架印度空軍的Su-30K和Mirage 2000戰鬥機與兩架美國空軍的F-15“鷹”式戰鬥機並排飛行。

印美聯合軍演（英語：Cope India Exercise），是印度和美國空軍進行了一系列國際空軍演習，這些演習旨在加強兩國之間的軍事合作與交流。首次演習於2004年2月16日至27日在印度的瓜廖爾空軍基地舉行，而後又在2005年、2006年、2009年、2018年和2023年重複進行。演習內容涵蓋了飛行測試、模擬演習以及與航空相關主題的示範和講座。
這些演習不僅讓美國飛行員能夠與印度飛行員進行互動，還提供了他們與俄羅斯的Su-30和法國的幻影戰鬥機進行對抗的機會。在2018年的印度應對行動中，美國空軍達里爾·英斯利上校強調了雙方的學習和交流，他讚揚了印度空軍的專業精神，並指出他們的能力與美國空軍的運作方式相當。這些演習有助於建立兩國之間的相互尊重和友好關係，並且在某些情況下，還可能重新評估和調整有關空中戰術的假設。